# نهائي كأس رابطة الأندية الإنجليزية المحترفة 2007
نهائي كأس رابطة الأندية الإنجليزية المحترفة 2007 هي المباراة النهائية من منافسة كأس رابطة الأندية الإنجليزية المحترفة 2006–07، أقيمت المباراة في 25 فبراير 2007، في ملعب الألفية، بين فريقي تشيلسي، ونادي أرسنال، وفاز فيها تشيلسي، بعد أن هزم نادي أرسنال، بنتيجة 2 - 1، وكان حكم المباراة هاوارد ويب.

## تفاصيل المباراة
لعبت المباراة النهائية في 25 فبراير 2007.
| تشيلسي | 2 -1 | نادي أرسنال |
| ------ | ---- | ----------- |
|        |      |             |